# تئوان پوغوسیان
تئوان ژیرایری پوغوسیان (ارمنی: Թևան Ժիրայրի Պողոսյան؛ زادهٔ ۲ دسامبر ۱۹۷۲) یک مهندس و سیاستمدار اهل ارمنستان است که از تاریخ ۲۰۰۷ تا تاریخ ۲۰۱۷ سمت نمایندگی دوره‌های چهارم و پنجم مجلس ملی جمهوری ارمنستان را برعهده داشت.

## زندگی‌نامه
در ۲ دسامبر ۱۹۷۲ در ایروان به دنیا آمد و از دانشگاه ملی پلی‌تکنیک ارمنستان و دانشگاه آمریکایی ارمنستان فارغ‌التحصیل شد. 